# ولوکلا
ولوکلا، روستایی است از توابع بخش گتاب شهرستان بابل در استان مازندران ایران.
براساس سرشماری مرکز آمار ایران در سال ۱۳۸۵، جمعیت آن ۱۵۸۶ نفر (۴۱۰خانوار) بوده‌است.